# Grupo dos Cinco (Brasil)

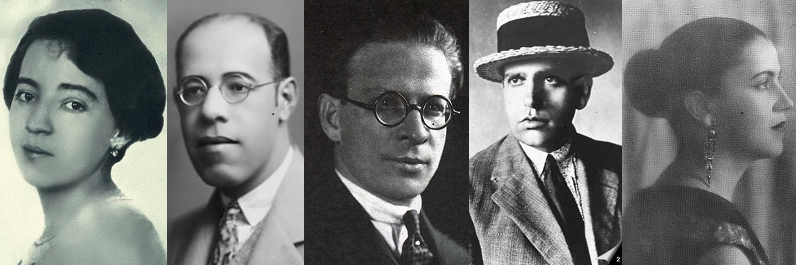
Da esquerda para direita: Anita Malfatti, Mário de Andrade, Menotti del Picchia, Oswald de Andrade e Tarsila do Amaral.

O Grupo dos Cinco foi um grupo de pintores e escritores influentes associados ao modernismo brasileiro. Eles trabalharam juntos de aproximadamente 1922 a 1929, embora seu trabalho individual como artistas e poetas existisse antes disso e continuasse após o término da colaboração. O grupo incluía Anita Malfatti, Tarsila do Amaral, Menotti Del Picchia, Oswald de Andrade e Mario de Andrade.
Enquanto Malfatti e Amaral eram pintoras, seus três homólogos masculinos eram poetas e escritores. O Grupo dos Cinco é conhecido por seu papel central na busca da identidade brasileira, bem como por seu trabalho e envolvimento com a Semana de Arte Moderna, embora Amaral não tenha participado. Como grupo, desenvolveram ideias e manifestos que inspirariam futuras gerações de artistas brasileiros, como o manifesto poético Pau-Brasil e o Manifesto Antropófago.

## Visão geral
Em dezembro de 1917, Anita Malfatti causou escândalo com sua exposição individual Exposição de Pintura Moderna. Seu uso de cores vivas e figuras abstratas não poderia estar mais em oposição às pinturas românticas e naturalistas que a cultura conservadora brasileira reverenciava. Enquanto a recepção em massa foi esmagadoramente crítica, o trabalho de Malfatti atraiu a atenção de intelectuais brasileiros como Oswald de Andrade e Menotti del Picchia.
O Brasil era um país conservador nessa época e ainda não havia sido devidamente apresentado aos estilos de arte moderna como o cubismo, o expressionismo ou o fauvismo que estavam sendo praticados em lugares como Paris e Nova York. A exposição de Malfatti destacou as visões de arte conservadoras do Brasil e inspirou artistas e intelectuais a pressionar pela arte moderna brasileira.
Oswald foi uma dessas figuras inspiradas e mais tarde se tornou o principal organizador da Semana de Arte Moderna - uma exposição dedicada à arte moderna no Brasil. O trabalho de Malfatti teve destaque e foi aqui que o Grupo dos Cinco começou a se relacionar. Amaral estava em Paris na época da exposição, mas veio ao Brasil três meses depois e se encontrou com Malfatti, Picchia e os Andrades em seu ateliê na Rua Vitória. Neste momento, o Grupo dos Cinco foi formado e começou sua busca para descobrir o Brasil. Eles viajaram por todo o país, desenhando e escrevendo sobre suas descobertas. Refletindo sobre esses tempos, Amaral escreveu: "Devemos ter parecido um bando de lunáticos disparando por toda parte no Cadillac de Oswald, delirantemente felizes e prontos para conquistar o mundo para renová-lo".
Durante o período de debates e viagens intelectuais do grupo em 1922, Amaral descreveu o Grupo dos Cinco como "inseparável". Apesar do grupo ter permanecido em contato, após 1922 eles estavam frequentemente separados. Amaral e O. Andrade, principalmente, viajaram juntos pelo Brasil sem o resto do grupo. Em dezembro de 1923, o casal fez uma viagem às cidades mineiras com o poeta suíço Blaise Cendrars.
Embora o grupo nunca tenha se desfeito oficialmente, a maioria dos estudiosos observa que o início da rixa entre Mário de Andrade e Oswald de Andrade sinaliza o fim da colaboração do Grupo dos Cinco.

## Membros

### Anita Malfatti
A exposição de Anita Malfatti de 1917 chamou a atenção dos futuros integrantes do Grupo dos Cinco e serviu de inspiração para a Semana de Arte Moderna que ajudaria a reunir oficialmente o grupo. Malfatti nasceu em São Paulo e estudou arte na Alemanha e na França. Em 1915, Malfatti foi estudar em Nova York onde começou a desenvolver seu estilo modernista que causaria polêmica no Brasil alguns anos depois. De fato, as críticas e reações que Malfatti recebeu em 1917 fizeram com que ela caísse em depressão. Quando voltou à pintura, seus trabalhos eram mais moderados e conservadores. No entanto, ela ainda fez amizade com os quatro revolucionários artísticos do Grupo dos Cinco. Tarsila do Amaral em particular se tornaria amiga íntima de Malfatti.

### Tarsila do Amaral

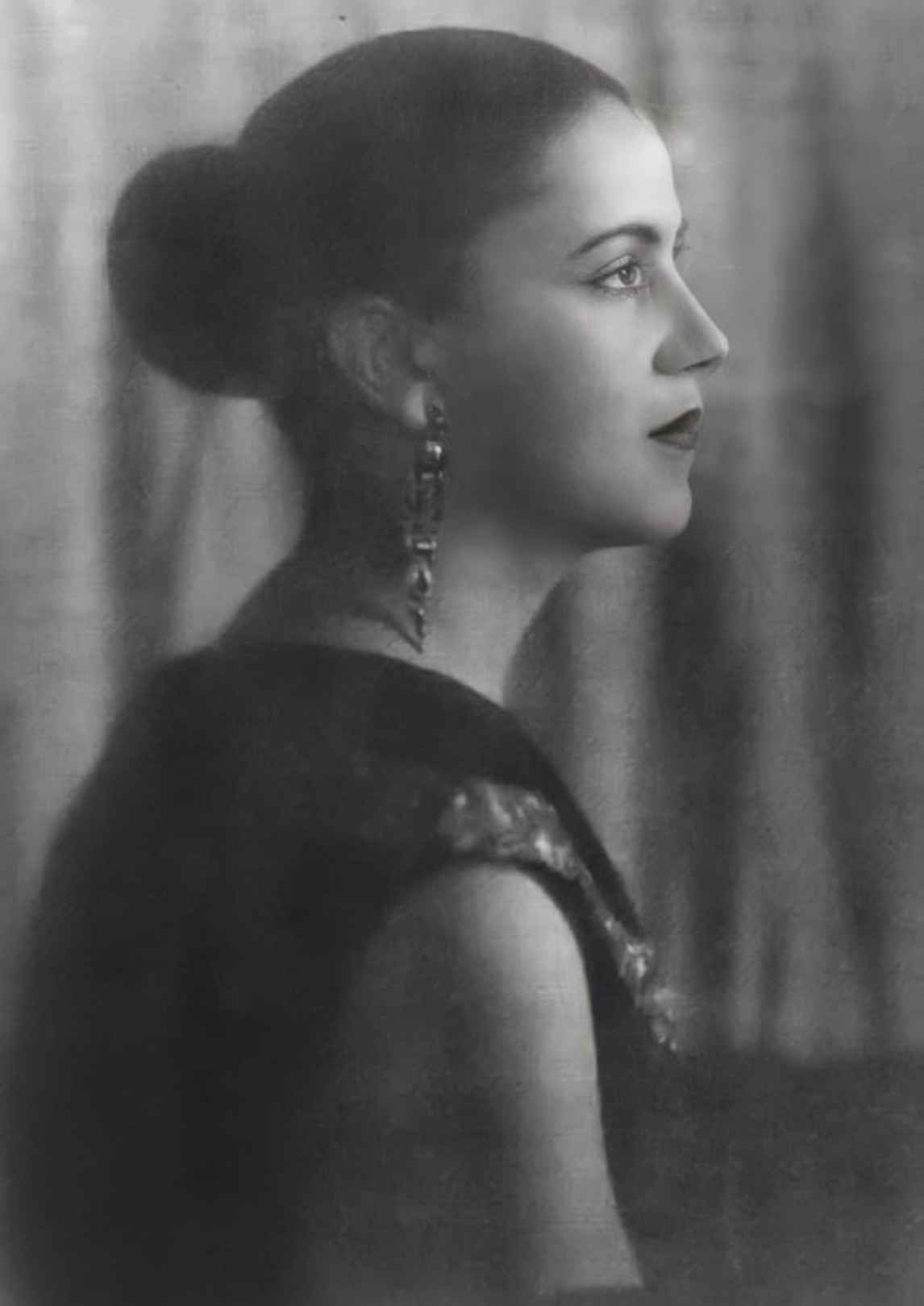
Fotografia de Tarsila do Amaral, 1925

"Me sinto cada vez mais brasileira. Quero ser à pintora do meu país. . . Quero, na arte, ser a menininha do campo de São Bernardo, brincando com bonecas de palha, como no último quadro em que estou trabalhando... Não pense que esta tendência é vista negativamente aqui. Pelo contrário. O que eles querem aqui é que cada um traga a contribuição de seu próprio país... Paris está farta da arte parisiense." - Tarsila do Amaral, carta à família em 1923 
Tarsila do Amaral é, facilmente, a integrante mais famosa do Grupo dos Cinco, carinhosamente chamada de "Tarsila" e muitas vezes citada como a artista que estabeleceu oficialmente a pintura moderna no Brasil. De 1916 a 1922 Tarsila estava mais focada em estilos europeus conservadores e cursou a maior parte de sua formação artística na França e em outras partes da Europa. Não foi até sua viagem de volta ao Brasil em 1922 e seu envolvimento com o Grupo dos Cinco que ela se converteu inteiramente ao modernismo. Tarsila é mais conhecida por suas obras A Negra (1923), A Caipirinha (1923) , Abaporu (1928) e Antropofagia (1929). Em suas viagens com Oswald e Grupo dos Cinco ela se inspirou na cultura brasileira que presenciou, criando uma série de paisagens e cenas urbanas do Brasil. Ao lado de Oswald de Andrade, Tarsila do Amaral é creditada como inspiradora e posteriormente participante do movimento Antropofagia.

### Menotti Del Picchia
Menotti Del Picchia nasceu em São Paulo e cresceu em um estilo de vida urbano. Embora mais conhecido por sua poesia, Picchia teve muitos títulos, incluindo "proprietário de terras, industrial, banqueiro, figura política, bem como poeta, romancista, jornalista, pintor e escultor". Por seu trabalho com o Grupo dos Cinco, dedicou-se principalmente à escrita de poesia e ativismo político. Alguns de seus trabalhos significativos incluem Poemas de Amor (1927) e Republica dos Estados Unidos do Brasil (1928). Essas duas coleções diferem muito, sendo a última uma peça de motivação política que mostra patriotismo devotado e menos atenção à prosa.

### Mário de Andrade
Mário de Andrade foi outro poeta e escritor que trabalhou para estabelecer um Brasil moderno. Seu romance de 1922 Pauliceia Desvairada é aclamado como o primeiro livro de poesia brasileira moderna e efetivamente introduziu a literatura modernista ao público brasileiro. Ele apoiou a exposição de Malfatti em 1917, mas há poucos relatos adicionais de seu trabalho direto e conexões com o grupo, embora Amaral tenha mencionado a proximidade do grupo várias vezes, então é justo supor que pelo menos em um ponto ele estava próximo todos os membros.

### Oswald de Andrade
"Seguimos nosso caminho por este mar comprido/ Até o oitavo dia da Páscoa/ Avistamos pássaros/ E avistamos a terra" - Oswald de Andrade, "A História do Brasil", traduzido de Pero Vaz Caminha
Oswald de Andrade foi inestimável na união do Grupo dos Cinco. Não só ele foi um dos maiores defensores do polêmico trabalho de Malfatti de 1917, Oswald também desempenhou um grande papel na organização da Semana de Arte Moderna. Seu Cadillac foi notoriamente usado pelo Grupo para viajar pelo Brasil, enquanto ele também é o autor do Manifesto Pau-Brasil e do Manifesto Antropófago, inspirado nas obras de Tarsila e posteriormente inspirado na pintura posterior de Tarsila. Suas ideias de arte e poesia distintamente brasileiras tiveram efeitos duradouros na cultura brasileira como um todo.

## Semana de Arte Moderna

Cartaz para a Semana de Arte Moderna, criado por Emiliano di Calvacanti (1922)

A Semana de Arte Moderna, embora ocorra um pouco antes da formação do Grupo dos Cinco, destaca as ideias e paixões que o grupo focaria e desenvolveria durante sua colaboração. Também desempenhou um papel essencial ao reunir os cinco poetas e artistas. A exposição ocorreu em fevereiro de 1922 e foi "um evento inaugural em nível simbólico, comparável ao Armory Show que havia ocorrido nos Estados Unidos nove anos antes".
Organizada principalmente por Oswald de Andrade, a mostra tinha a intenção de empurrar o Brasil para o modernismo. A cultura conservadora do Brasil na época hesitava em acolher tal mudança, pois, como mostra a recepção mordaz da exposição anterior de Malfatti, o Brasil ainda não estava familiarizado com os "ismos" populares da arte moderna. A Semana de Arte Moderna concentrou-se particularmente em obras do fauvismo, expressionismo e pós-cubismo - movimentos artísticos considerados bizarros quando apresentados de repente a um Brasil conservador.
Esta exposição é melhor considerada não pela qualidade do trabalho que exibiu, mas pela natureza propositadamente provocativa da exposição. "A verdadeira busca do Modernismo na arte começou após a Semana de arte moderna", em grande parte devido à formação do Grupo dos Cinco.